# Hansol Korea Open 2013
L' Hansol Korea Open 2013 è stato un torneo di tennis giocato sul cemento all'aperto. È stata la decima edizione del torneo che fa parte della categoria International nell'ambito del WTA Tour 2013. Il torneo si è giocato dal 16 al 22 settembre all' Olympic Park Tennis Center di Seul, in Corea del Sud.

## Partecipanti

### Teste di serie
| Nazionalità | Giocatrice               | Ranking* | Testa di serie |
| ----------- | ------------------------ | -------- | -------------- |
| Polonia     | Agnieszka Radwańska      | 4        | 1              |
| Russia      | Marija Kirilenko         | 20       | 2              |
| Russia      | Anastasija Pavljučenkova | 33       | 3              |
| Rep. Ceca   | Klára Zakopalová         | 34       | 4              |
| Ucraina     | Elina Svitolina          | 41       | 5              |
| Germania    | Julia Görges             | 47       | 6              |
| Germania    | Andrea Petković          | 50       | 7              |
| Germania    | Annika Beck              | 51       | 8              |

* Ranking al 9 di settembre 2013

### Altre partecipanti
Giocatrici che hanno ricevuto una Wild card:
- Han Sung-hee
- Jang Su-jeong
- Lee Ye-ra

Giocatrici passate dalle qualificazioni:

- Chan Chin-wei
- Han Xinyun
- Ons Jabeur
- Risa Ozaki

## Campionesse

### Singolare
Agnieszka Radwańska ha sconfitto in finale  Anastasija Pavljučenkova per 6(6)–7, 6–3, 6–4.

### Doppio
Chan Chin-wei /  Xu Yifan hanno sconfitto in finale  Raquel Kops-Jones /  Abigail Spears per 7–5, 6–3.